# Diocèse de Massa Marittima-Piombino
Le diocèse de Massa Marittima-Piombino (en latin : Diœcesis Massana Plumbinena ; en italien : Diocesi di Massa Marittima-Piombino) est un diocèse de l'Église catholique en Italie, suffragant de l'archidiocèse de Sienne-Colle di Val d'Elsa-Montalcino et appartenant à la région ecclésiastique de Toscane.

## Territoire
Il est situé sur 3 provinces de la Toscane. La plus garde partie est dans la province de Livourne dont l'île d'Elbe, le reste de la province est géré par les diocèses de Volterra et Livourne et l'archidiocèse de Pise pour la commune de Collesalvetti. Une autre partie est dans la province de Grosseto, l'autre fraction de la province est dans l'archidiocèse de Sienne-Colle di Val d'Elsa-Montalcino et les diocèses de Grosseto et Pitigliano-Sovana-Orbetello. Il possède la commune de Monteverdi Marittimo dans la province de Pise, l'autre partie de la province étant dans l'archidiocèse de Pise et le diocèse de Volterra. Son territoire est d'une superficie de 1 200 km2 divisé en 53 paroisses. L'évêché est à Massa Marittima avec la cathédrale Saint-Cerbon. À Piombino, se trouve la cocathédrale Saint-Antime.

## Histoire
Le diocèse de Massa Marittima-Piombino est la continuité de l'ancien diocèse de Populonia (de) dont l'évêché est transféré à Massa Marittima au XIe siècle. La première mention du diocèse de Populonia remonte au début du VIe siècle avec l'évêque Asello présent aux conciles de 501 et 502 organisés par le pape Symmaque, il est probable que l'évêque Asello, désigné sans le nom du diocèse auquel il appartient, prend part au concile organisé par le pape Gélase Ier en 495. Le diocèse de Populonia est particulièrement lié à la mémoire du saint évêque Cerbon (it), qui a vécu au VIe siècle et dont parle Grégoire Ier dans ses dialogues. À la suite de l'invasion des Lombards (entre 571 et 574), Cerbon se réfugie sur l'île d'Elbe, où il meurt. Avec sa mort commence une longue période de vacance, documentée par la correspondance du pontife lui-même qui, en janvier 591, confie la responsabilité du diocèse de Populonia à Balbino, évêque de Roselle. La liste des évêques reprend vers le milieu du VIIe siècle avec les évêques Mariniano et Sereno, présents aux conciles condamnant le monothélisme, le premier au concile de 649 appelé par le pape Martin Ier, et le second au concile de 680 appelé par le pape Agathon.
Après la dévastation causée par les Sarrasins en 809, la ville de Populonia est abandonnée par les habitants et son évêque, qui trouvent refuge dans l'arrière-pays, dans le Val di Cornia, probablement près de Suvereto. Au concile romain de 861, l'évêque Paul signe les actes en tant qu'évêque Cornitus. Au XIe siècle, le site est définitivement transféré à Massa Marittima, où les évêques sont documentés pour la première fois en 1062. Au début, les deux titres de Populoniensis et Massensis alternent puis, à partir du XIIe siècle/XIIIe siècle, le diocèse prend définitivement le double titre de Massa et Populonia, qui dure jusqu'au XXe siècle.
La présence monastique sur le territoire du diocèse reste limitée. La première documentation sur le sujet est une lettre de Grégoire le Grand datée de juin 591 aux moines ermites de l'île de Montecristo, à qui le pontife envoie l'abbé Orosius comme visiteur. Outre l'abbaye de San Mamiliano (it), d'autres fondations monastiques sont également documentées par les moines de San Colomban réformés selon la règle bénédictine vers le IXe siècle, tels que l'abbaye de San Pietro in Palazzuolo (it) près de Monteverdi Marittimo, attesté en 754 ; l'abbaye de San Giustiniano di Falesia (it) près de Piombino, construit en 1022 ; l'abbaye de San Quirico (it) de Populonia, attesté en 1029 ; l'abbaye de San Pietro di Acquaviva près de Campiglia Marittima, dont la mention la plus ancienne remonte à la fin du XIIe siècle ; et l'abbaye féminine de Santa Maria di Asca près de Castagneto Carducci, attestée pour la première fois en 1087.
Au cours du XIe siècle, une controverse entre la frontière du diocèse et celle du diocèse de Rusellae (de) est résolu en 1076 par le pape Grégoire VII. Le 20 novembre 1074, le même pape accorde l'exemption au diocèse et donne à ses évêques la juridiction sur l'île d'Elbe. Le 25 mai 1133, le pape Innocent II intègre le diocèse de Populonia dans la province ecclésiastique de l'archidiocèse de Pise. Jusqu'au début du XIIIe siècle, les évêques exercent également un pouvoir civil sur la ville de Massa et sur certaines localités du territoire diocésain. En outre, les évêques ont également droit à la dîme sur l'exploitation minière de l'île d'Elbe. Le 23 avril 1459, le diocèse intègre la province ecclésiastique de l'archidiocèse de Sienne. À partir du XIVe siècle, le territoire du diocèse est, du point de vue civil, soumis à l'autorité de différentes souverainetés politiques, y compris le Grand-Duché de Toscane et la Principauté de Piombino ce qui complique la tâche des évêques.
Au début du XIXe siècle, pendant l'occupation napoléonienne, le diocèse reste vacant pendant de nombreuses années, de plus, l'île d'Elbe et la principauté de Piombino sont soumises par le gouvernement français à la juridiction de l'évêque d'Ajaccio. Le diocèse de Massa est ainsi réduit à 10 paroisses seulement. À la fin de l'empire français, le diocèse de Massa retrouve ses possessions antérieures, à l'exception de l'île de Capraia, qui reste dans le diocèse de Brugnato. De 1924 à 1933, Massa Marittima est uni in persona episcopi au diocèse de Livourne avec l'évêque Giovanni Piccioni. Le 14 mai 1978, en vertu du décret Ex historicis documentis de la congrégation pour les évêques, le diocèse prend son nom actuel et Populonia devient siège titulaire.

## Sources
- (en) Catholic-Hierarchy

- (it) Cet article est partiellement ou en totalité issu de l’article de Wikipédia en italien intitulé « Diocesi di Massa Marittima-Piombino » (voir la liste des auteurs).

### Article lié
- Liste des diocèses et archidiocèses d'Italie